# TVN International
TVN International (iTVN) – polski kanał telewizyjny, należący do Grupy TVN, skierowany do Polaków mieszkających poza granicami kraju.

## Historia
Stacja rozpoczęła działalność 29 kwietnia 2004. Ramówkę wypełniają głównie programy z oferty pozostałych kanałów należących do Grupy TVN: TVN, TVN 7, TVN24, TVN Turbo, TVN Style i nSport oraz dodatkowo zakupy własne.

## Odbiór
Kanał iTVN dostępny jest w USA, Australii, Niemczech, Kanadzie, Francji i Wielkiej Brytanii. W zależności od kraju stacja jest dystrybuowana na platformach cyfrowych, sieciach kablowych, usługach DSL i serwisie internetowym. Kanał nie jest dostępny w Polsce. Kanał był niekodowany przez prawie miesiąc swojego nadawania, został zakodowany 28 maja 2004 roku.